# Sebastián Cristóforo
Sebastián Carlos Cristóforo Pepe (* 23. srpna 1993, Montevideo, Uruguay) je uruguayský fotbalový záložník, který od srpna 2013 hraje za španělský klub Sevilla FC.

## Klubová kariéra
Cristóforo hrál v Uruguayi za klub CA Peñarol. V srpnu 2013 podepsal pětiletý kontrakt se španělským týmem Sevilla FC.

## Reprezentační kariéra
Nastupoval za uruguayský reprezentační výběr U20.
Zúčastnil se Mistrovství světa hráčů do 20 let 2013 v Turecku, kde mladí Uruguayci získali stříbrné medaile po finálové porážce s Francií.